# 洋河站
洋河站（原站名宿迁站），位于中华人民共和国江苏省宿迁市宿城区，是宿淮铁路上的火车站，为宿迁市城区第一座火车站，于2014年12月10日启用营运，中国铁路上海局集团新长车务段管辖。

## 歷史
- 2014年12月10日通车启用[3][4][5]。

## 旅客列车目的地
车站目前仅有一对列车停靠，往来郑州站与启东站，为T142/143、T144/141次列车。

## 車站周邊
- 龙之梦大酒店
- 洋河酒厂工业园

## 外部連結
- 中国铁路客户服务中心 （页面存档备份，存于）